# Barefoot College

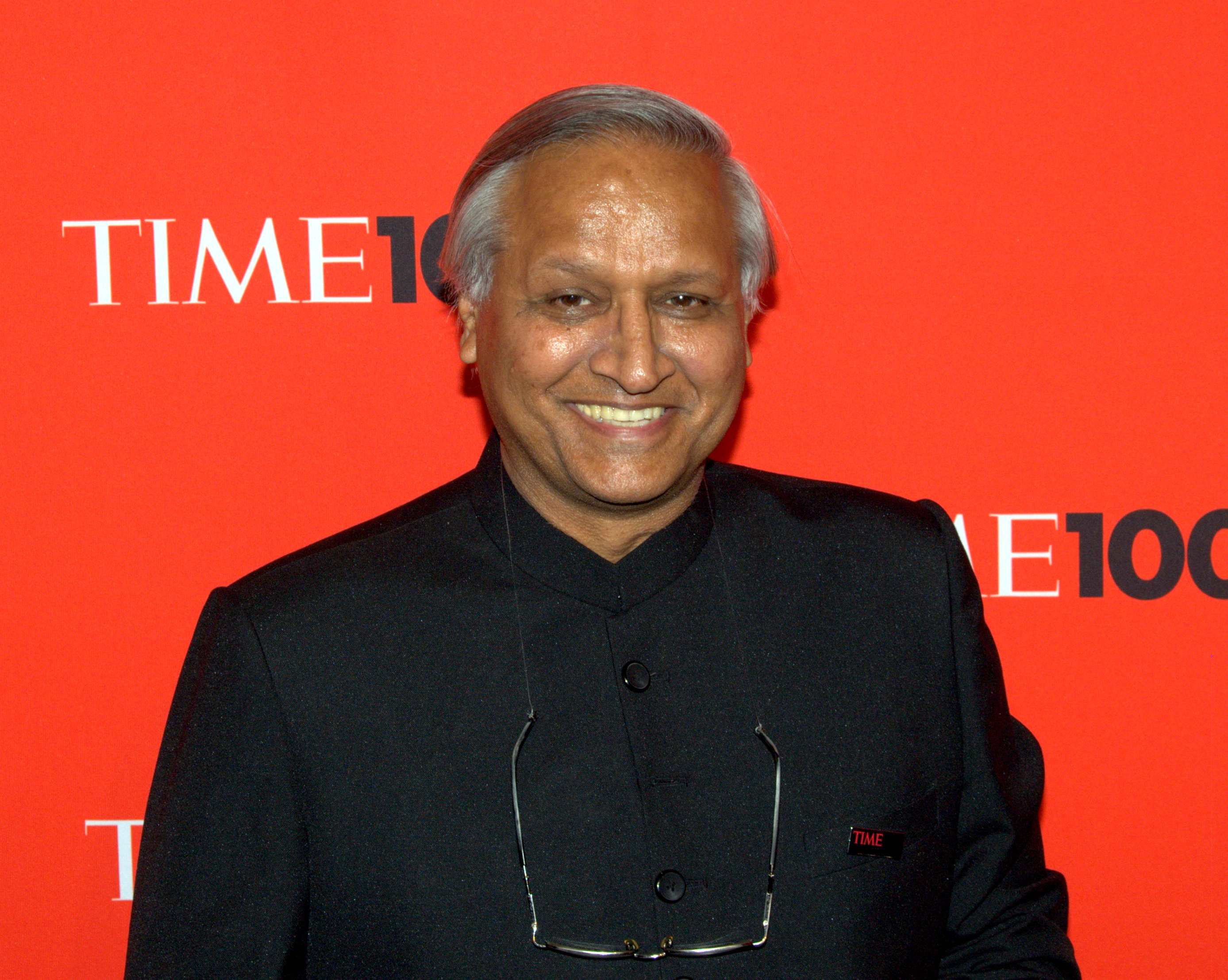
Bunker Roy, fondatore del Barefoot College, al Time 100

Il Barefoot College (Università dei piedi scalzi),  conosciuta anche come Social Work and Research Centre è un'organizzazione non governativa indiana, senza scopo di lucro, fondata nel 1972 da Bunker Roy.
L'attività educativa della scuola si rivolge a donne analfabete o illetterate dei villaggi rurali e impoveriti dell'India, fornendo loro l'istruzione necessaria a diventare dottori, ingegneri solari, architetti, e altre professioni, adottando un approccio anti-accademico.
La scuola, alimentata a energia solare, è ubicata nel villaggio indiano di  Tilonia, nel Rajasthan, e serve una popolazione di oltre 125.000 abitanti.
Il suo fondatore, Bunker Roy, nato il 2 agosto 1945, è un educatore e attivista indiano. Nel 2010, è stato incluso dal settimanale TIME nella classifica del Time 100, le cento personalità più influenti del pianeta

## Premi
- 2011: Premio Blue Planet[3]